# Olympische Sommerspiele 1984/Turnen – Sprung (Frauen)
Der Turnwettkampf im Sprung der Frauen bei den Olympischen Sommerspielen 1984 wurde vom 30. Juli bis 5. August im Pauley Pavilion ausgetragen.
Die acht besten Turnerinnen am Schwebebalken aus dem Einzelmehrkampf qualifizierten sich für das Gerätefinale. Pro Nation durften maximal zwei Athletinnen teilnehmen. Dabei wurde der Durchschnittswert aus dem Pflichtprogramm und der Kür mit in das Finale übernommen. Dieser Durchschnittswert wurde mit der Übung aus dem Finale addiert und ergab die Gesamtpunktzahl. 

## Ergebnisse

### Qualifikation
| Rang | Athletin            | Nation             | Pflicht | Kür   | Gesamt |
| ---- | ------------------- | ------------------ | ------- | ----- | ------ |
| 1    | Mary Lou Retton     | Vereinigte Staaten | 9,90    | 10,00 | 19,90  |
| 1    | Ecaterina Szabo     | Rumänien           | 9,90    | 10,00 | 19,90  |
| 3    | Lavinia Agache      | Rumänien           | 9,90    | 9,90  | 19,80  |
| 4    | Tracee Talavera     | Vereinigte Staaten | 9,80    | 9,90  | 19,70  |
| 5    | Chen Yongyan        | China              | 9,90    | 9,75  | 19,65  |
| 5    | Zhou Ping           | China              | 9,90    | 9,75  | 19,65  |
| 5    | Kathy Johnson       | Vereinigte Staaten | 9,85    | 9,80  | 19,65  |
| 8    | Laura Cutina        | Rumänien           | 9,80    | 9,80  | 19,60  |
| 8    | Mihaela Stănuleț    | Rumänien           | 9,80    | 9,80  | 19,60  |
| 8    | Cristina Grigoraș   | Rumänien           | 9,70    | 9,90  | 19,60  |
| 11   | Zhou Qiurui         | China              | 9,85    | 9,70  | 19,55  |
| 11   | Julianne McNamara   | Vereinigte Staaten | 9,80    | 9,75  | 19,55  |
| 13   | Michelle Dusserre   | Vereinigte Staaten | 9,80    | 9,70  | 19,50  |
| 13   | Brigitta Lehmann    | BR Deutschland     | 9,70    | 9,80  | 19,50  |
| 15   | Simona Păuca        | Rumänien           | 9,80    | 9,65  | 19,45  |
| 16   | Pam Bileck          | Vereinigte Staaten | 9,80    | 9,60  | 19,40  |
| 16   | Kelly Brown         | Kanada             | 9,80    | 9,60  | 19,40  |
| 18   | Romi Kessler        | Schweiz            | 9,75    | 9,60  | 19,35  |
| 18   | Elke Heine          | BR Deutschland     | 9,65    | 9,70  | 19,35  |
| 20   | Ma Yanhong          | China              | 9,65    | 9,65  | 19,30  |
| 21   | Tokie Kawase        | Japan              | 9,75    | 9,50  | 19,25  |
| 21   | Noriko Mochizuki    | Japan              | 9,75    | 9,50  | 19,25  |
| 21   | Andrea Thomas       | Kanada             | 9,70    | 9,55  | 19,25  |
| 21   | Sally Larner        | Großbritannien     | 9,65    | 9,60  | 19,25  |
| 21   | Huang Qun           | China              | 9,60    | 9,65  | 19,25  |
| 26   | Laura Muñoz         | Spanien            | 9,55    | 9,65  | 19,20  |
| 26   | Anja Wilhelm        | BR Deutschland     | 9,55    | 9,65  | 19,20  |
| 28   | Bonnie Wittmeier    | Kanada             | 9,75    | 9,40  | 19,15  |
| 28   | Gigi Zosa           | Kanada             | 9,60    | 9,55  | 19,15  |
| 28   | Kathy Williams      | Großbritannien     | 9,55    | 9,60  | 19,15  |
| 28   | Hayley Price        | Großbritannien     | 9,40    | 9,75  | 19,15  |
| 32   | Amanda Harrison     | Großbritannien     | 9,50    | 9,60  | 19,10  |
| 32   | Wu Jiani            | China              | 9,40    | 9,70  | 19,10  |
| 34   | Monika Beer         | Schweiz            | 9,65    | 9,40  | 19,05  |
| 34   | Maiko Morio         | Japan              | 9,60    | 9,45  | 19,05  |
| 36   | Corinne Ragazzacci  | Frankreich         | 9,65    | 9,35  | 19,00  |
| 36   | Astrid Beckers      | BR Deutschland     | 9,55    | 9,45  | 19,00  |
| 36   | Angela Golz         | BR Deutschland     | 9,50    | 9,50  | 19,00  |
| 36   | Jessica Tudos       | Kanada             | 9,50    | 9,50  | 19,00  |
| 40   | Lee Jeong-hui       | Südkorea           | 9,65    | 9,30  | 18,95  |
| 40   | Marta Artigas       | Spanien            | 9,60    | 9,35  | 18,95  |
| 40   | Laura Bortolaso     | Italien            | 9,55    | 9,40  | 18,95  |
| 40   | Susi Latanzio       | Schweiz            | 9,55    | 9,40  | 18,95  |
| 40   | Natalie Seiler      | Schweiz            | 9,55    | 9,40  | 18,95  |
| 45   | Chihiro Oyagi       | Japan              | 9,70    | 9,20  | 18,90  |
| 45   | Heike Schwarm       | BR Deutschland     | 9,55    | 9,35  | 18,90  |
| 45   | Ana Manso           | Spanien            | 9,35    | 9,55  | 18,90  |
| 48   | Bettina Ernst       | Schweiz            | 9,55    | 9,30  | 18,85  |
| 48   | Natalie Davies      | Großbritannien     | 9,40    | 9,45  | 18,85  |
| 50   | Sim Jae-yeong       | Südkorea           | 9,60    | 9,20  | 18,80  |
| 50   | Ayami Yukimori      | Japan              | 9,50    | 9,30  | 18,80  |
| 50   | Florence Laborderie | Frankreich         | 9,40    | 9,40  | 18,80  |
| 50   | Virginia Navarro    | Spanien            | 9,40    | 9,40  | 18,80  |
| 50   | Margot Estévez      | Spanien            | 9,35    | 9,45  | 18,80  |
| 55   | Lisa Young          | Großbritannien     | 9,35    | 9,35  | 18,70  |
| 56   | Anita Botnen        | Kanada             | 9,50    | 9,15  | 18,65  |
| 56   | Tatiana Figueirêdo  | Brasilien          | 9,45    | 9,20  | 18,65  |
| 56   | Irene Martínez      | Spanien            | 9,45    | 9,20  | 18,65  |
| 59   | Limor Fridman       | Israel             | 9,30    | 9,30  | 18,60  |
| 60   | Marisa Jervella     | Schweiz            | 9,45    | 9,10  | 18,55  |
| 61   | Sae Watanabe        | Japan              | 9,80    | 8,70  | 18,50  |
| 62   | Kellie Wilson       | Australien         | 9,40    | 9,00  | 18,40  |
| 63   | Kerry Battersby     | Australien         | 9,30    | 9,05  | 18,35  |
| 64   | Nancy Goldsmith     | Israel             | 9,20    | 9,10  | 18,30  |
| 65   | Lena Adomat         | Schweden           | 8,85    | 9,25  | 18,10  |

### Finale
| Rang | Athletin         | Nation             | Qualifikation | Qualifikation | Qualifikation | Finale | Gesamt |
| Rang | Athletin         | Nation             | Pflicht       | Kür           | Ø             | Finale | Gesamt |
| ---- | ---------------- | ------------------ | ------------- | ------------- | ------------- | ------ | ------ |
| 1    | Ecaterina Szabo  | Rumänien           | 9,90          | 10,00         | 9,950         | 9,925  | 19,875 |
| 2    | Mary Lou Retton  | Vereinigte Staaten | 9,90          | 10,00         | 9,950         | 9,900  | 19,850 |
| 3    | Lavinia Agache   | Rumänien           | 9,90          | 9,90          | 9,900         | 9,850  | 19,750 |
| 4    | Tracee Talavera  | Vereinigte Staaten | 9,80          | 9,90          | 9,850         | 9,850  | 19,700 |
| 5    | Zhou Ping        | China              | 9,90          | 9,75          | 9,825         | 9,675  | 19,500 |
| 6    | Brigitta Lehmann | BR Deutschland     | 9,70          | 9,80          | 9,750         | 9,675  | 19,425 |
| 6    | Kelly Brown      | Kanada             | 9,80          | 9,60          | 9,700         | 9,725  | 19,425 |
| 8    | Chen Yongyan     | China              | 9,90          | 9,75          | 9,825         | 9,475  | 19,300 |